# Boys' Own

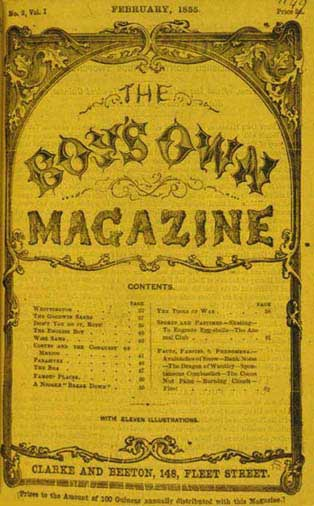
Le Boy's Own Magazine de Beeton, publié au Royaume-Uni de 1855 à 1890, fut le premier magazine pour garçons.

Boys’ Own ou Boy's Own ou Boys Own est le titre d'un magazine ainsi que d'articles et de bulletins d'information portant le même titre, publiés à divers moments et par divers éditeurs, au Royaume-Uni et aux États-Unis, à partir du milieu du XIXe siècle, pour les préadolescents et les adolescents.

## Historique
En 1828 à Londres et en 1829 à Boston, aux États-Unis, une encyclopédie pour garçons de William Clarke est publiée, intitulée The Boy's Own Book: A Complete Encyclopedia of all the Diversions, Athletic, Scientific, and Recreative, of Boyhood and Youth. Selon l'historien des sports Robert William Henderson, It was a tremendous contrast to the juvenile books of the period, which emphasized piety, morals and instruction of mind and soul; it must have been received with whoops of delight by the youngsters of both countries (« C'était un contraste énorme avec les livres pour mineurs de l'époque, qui mettaient l'accent sur la piété, la morale et l'instruction de l'esprit et de l'âme; il a dû être reçu avec un cri de joie par les jeunes des deux pays »). L'encyclopédie est fréquemment mise à jour et réimprimée jusqu'à la fin du siècle.
Le premier magazine pour garçons est le Boy's Own Magazine de Samuel Beeton, publié de 1855 à 1890 dans le but à la fois de divertir et de renforcer le caractère des garçons. Les magazines amusants et éducatifs du même type, créés par divers éditeurs de 1855 à 1920, ont contribué à façonner les idées de masculinité chez les jeunes de cette période.
Les titres de certaines des autres franchises de magazines, appelés "Boy’s Own", qui totalisent plus de 15 publications différentes, comprennent Boys 'Own Journal, Boys' Own Library, Boy's Own Paper, The Boys 'Own, Boys' Own Times et News of le monde, etc. Le magazine le plus pérenne de la catégorie est le Boy's Own Paper, publié de 1879 à 1967. L'expression "Real Boy’s Own stuff" est encore utilisée en Grande-Bretagne pour décrire des exploits passionnants.